# Lucien Decombe
Victor Lucien Decombe (Rennes, 4 février 1834 - Rennes, 14 décembre 1905) est un archéologue et folkloriste breton.

## Biographie

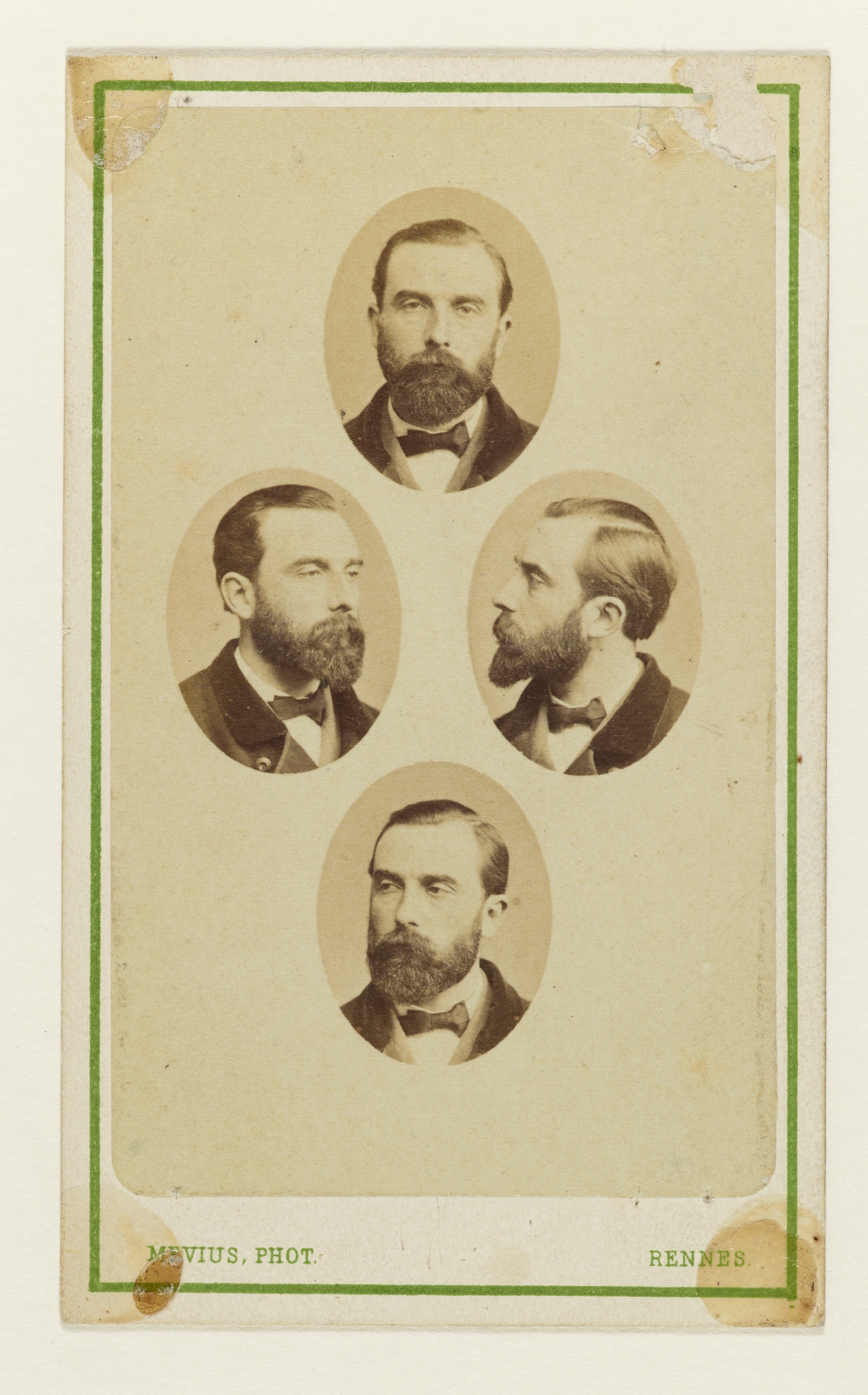
Quadruple portrait de Lucien Decombe vers 1870 par Charles Mévius (musée de Bretagne).

Il est le fils de François-Michel Decombe (v. 1800-1856), horloger à Rennes, et de Caroline Joséphine Mampon (v. 1800-1845),. Par leurs mères respectives, il est le cousin de Marie Hamelin, l'épouse de l'imprimeur François-Charles Oberthür.
Recruté à la mairie de Rennes en septembre 1855, il est chef du premier bureau en 1867. Il collectionne antiquités et curiosités, notamment des faïences rennaises. Il fut collaborateur bénévole et conservateur du musée archéologique et membre actif de la Société archéologique d'Ille-et-Vilaine. Il en est trois fois président en 1884, 1892 et 1896,.
On doit aussi à cet archéologue le dégagement des bornes milliaires du chantier de la rue Rallier-du-Baty sous le rempart de la porte Saint-Michel et les trois autels trouvés à proximité. Il fut vice-président d'honneur des Hospitaliers-sauveteurs bretons, œuvre au profit de laquelle il organisa des expositions archéologiques et artistiques, et s'intéressa aux traditions populaires du Pays de Rennes.
Il a écrit de nombreux ouvrages et notices sur l'histoire de Rennes et sa région, dont Notices sur les rues de Rennes en 1883, où l'on retrouve une notice sur chacune de rues de Rennes de l'époque. Le document est consultable à la Bibliothèque des Champs Libres. Par ailleurs, on retrouve plusieurs de ses textes et citations dans les Mémoires de la Société archéologique d’Ille-et-Vilaine.
Une rue Lucien Decombe existe à Rennes dans le sous-quartier Saint-Hélier.

## Écrits
- Notice biographique sur Rallier Du Baty, maire de Rennes, de 1695 à 1734, 1875
- Trésor du jardin de la préfecture à Rennes, époque gallo-romaine, sarcophages, urnes cinéraires, amphores, bijoux, médailles, notices et descriptions, 1882[lire sur Wikisource]
- Notices sur les rues de Rennes, 1883[lire sur Wikisource]
- Lettre de Lucien Decombe à Charles Nuitter, 1887
- Exposition de Rennes en 1897. Archéologie, arts rétrospectifs, curiosités
- Les anciennes faïenceries rennaises, 1900